# Ajuricaba (film)
Ajuricaba è un film brasiliano del 1979 diretto da Oswaldo Caldeira.

## Trama
Brasile, XVIII secolo. L'indio Ajuricaba, osservando il proprio popolo sottomesso all'invasore portoghese, decide di organizzare la sua gente per combattere l'oppressore.